# Деценија
Деценија или десетлеће (од грчког дека (δέκα [] — десет; док је десетлеће настало комбиновањем речи десет и лето, што је архаичан израз за годину) временски је интервал који траје 10 година.
Десетлеће може бити било који период од десет година, али је ипак одомаћено да се године рачунају од прве па до десете. Тако имамо да се за године у распону од 1. до 10. каже да су прва деценија, од 1901. до 1910. су прва деценија двадесетог века, а од 2001. до 2010. прва деценија трећег миленијума. Ово стога што није постојала нулта година.
Поред ових, понекад се користи израз декада. Међутим, декада је период од десет дана. У француском револуционарном календару је декада од десет дана била замена за седмицу.

## Употреба
Сваки период од десет година је „деценија“. На пример, изјава да је „током своје последње деценије Моцарт истраживао хроматску хармонију до степена ретког у то време“ само се односи на последњих десет година живота Волфганга Амадеуса Моцарта без обзира на то које су календарске године обухваћене. Такође, 'прва деценија' живота особе почиње на дан њеног рођења и завршава се на крају њене 10. године живота када навршава 10. рођендан; друга деценија живота почиње са њиховом 11. годином живота (током које се обично још увек назива „10”) и завршава се на крају њихове 20. године живота, на њихов 20. рођендан; слично томе, трећа деценија живота, када је неко у двадесетим годинама, почиње са 21. годином живота, и тако даље, са наредним деценијама живота на сличан начин описаним позивањем на десетине цифре старости.

### 0-9 деценија
Најраспрострањенији метод за деноминацију деценија је груписање година на основу њихових заједничких десетица, од године која се завршава на 0 до године која се завршава на 9 – на пример, период од 1960. до 1969. је 1960-е, а период од 1990. до 1999. су 1990-e године. Понекад се помиње само део десетице (’60-е или шездесете, и ’90-е или деведесете), иако то може оставити нејасноће на који век се мисли. Међутим, овај метод груписања деценија не може се применити на деценију која је непосредно претходила 10. години, јер није било године 0.
Нарочито у 20. веку, деценије од 0 до 9 почеле су да се помињу са повезаним надимцима, као што су „свингинг сиктис“ (1960-их), „ратне четрдесете“ (1940-е и „роаринг твентис“ (1920-е). Ова пракса се повремено примењује и на деценије ранијих векова; на пример, позивајући се на 1890-е као на „геј деведесете” или „несташне деведесете”.

### 1-до-0 деценија
Ређи приступ групише године од почетка нове календарске ере, али се често представља користећи „господње“, да би се означиле узастопне деценије од године која се завршава на 1 до године која се завршава на 0, са годинама 1–10 описаним као „прва деценија“, годинама 11–20 „друга деценија“ и тако даље; касније деценије се чешће описују као „N-та деценија М-тог века“ (користећи стриктно тумачење 'века'). На пример, „друга деценија 12. века“. (sic); „Последња деценија тог века“; „1. деценија 16. века“; „трећа деценија 16. века“; „прва деценија 18. века“. Ово деценијско груписање се такође може експлицитно идентификовати; на пример, „1961–1970“; „2001–2010“; „2021–2030“. Календарска ера пре нове ере завршила се са 1. годином пре нове ере, а календарска ера нове ере почела је следеће године, 1. нове ере. Није било године 0.
| Година        | 1                   | 2                   | 3                   | ...                 | 9                   | 10                  | 11                  | 12                  | ...                 | 19                  | 20                  | ... | 2000   | 2001                 | 2002                 | ...                  | 2009                 | 2010                 | 2011                 | 2012                 | ...                  | 2019                 | 2020                 | 2021                 | 2022                 | ...                  | 2029                 | 2030                 |
| 0-до-9 декаде | 0-е                 | 0-е                 | 0-е                 | 0-е                 | 0-е                 | 10-е                | 10-е                | 10-е                | 10-е                | 10-е                | ...                 | ... | 2000-е | 2000-е               | 2000-е               | 2000-е               | 2000-е               | 2010-е               | 2010-е               | 2010-е               | 2010-е               | 2010-е               | 2020-е               | 2020-е               | 2020-е               | 2020-е               | 2020-е               | ...                  |
| 1-до-0 декаде | 1. деценија 1. века | 1. деценија 1. века | 1. деценија 1. века | 1. деценија 1. века | 1. деценија 1. века | 1. деценија 1. века | 2. деценија 1. века | 2. деценија 1. века | 2. деценија 1. века | 2. деценија 1. века | 2. деценија 1. века | ... | ...    | 1. деценија 21. века | 1. деценија 21. века | 1. деценија 21. века | 1. деценија 21. века | 1. деценија 21. века | 2. деценија 21. века | 2. деценија 21. века | 2. деценија 21. века | 2. деценија 21. века | 2. деценија 21. века | 3. деценија 21. века | 3. деценија 21. века | 3. деценија 21. века | 3. деценија 21. века | 3. деценија 21. века |

### Јавна употреба две методе
Анкета YouGov-а спроведена је 2. децембра 2019. године, у којој су 13.582 одрасле особе у Сједињеним Државама питане: „Шта мислите када ће наредна деценија почети и завршити се?“ Резултати су показали да је 64% одговорило да ће „следећа деценија“ почети 1. јануара 2020. и завршити се 31. децембра 2029. (метод од 0 до 9); 17% је одговорило да ће „следећа деценија“ почети 1. јануара 2021. и завршити се 31. децембра 2030. (метода 1 према 0); 19% је одговорило да не зна.